# 의릉 구 중앙정보부 강당
의릉 구 중앙정보부 강당(懿陵 舊 中央情報部 講堂)은 대한민국 서울특별시 성북구 석관동에 위치한 건축물이다.  조선 경종의 왕릉인 의릉 구역에 있고 현재는 사용하지 않는다. 1972년에 이후락 중앙정보부장이 7·4 남북공동성명을 발표한 역사적인 장소이다. 2004년 9월 4일 대한민국의 국가등록문화재 제92호로 지정되었다.

## 개요
1962년 지어진 강당과 10년 뒤 지어진 회의실로서, 1972년 중앙정보부장인 이후락이 남한과 북한의 합의에 따른 7.4남북공동성명을 발표한 장소이다.
건물은 당시 과감한 실험정신으로 심미성 높은 건물을 설계하던 건축가 나상진(1923-1973)에 의해 설계되었다.

## 같이 보기
- 7·4 남북 공동 성명